# Bombardier Capital
Pour les articles homonymes, voir Bombardier.
Bombardier Capital (BC) était la filiale financière du constructeur aérien et ferroviaire canadien Bombardier Inc. jusqu'en 2006. Fondée en 1973, ses activités comprenaient le montage financier de crédit-bail pour les acheteurs de wagons de chemin de fer, le financement provisoire des avions de Bombardier Aéronautique, le financement de ses produits récréatifs et certaines autres activités. Elle employait environ 1 000 personnes en Amérique du Nord mais desservaient les deux Amériques. Son siège social initial était situé à Colchester (Vermont), États-Unis, pour desservir les deux Amériques, mais il a été transféré à Jacksonville (Floride) à partir de 1997. 

## Liquidation des actifs
En 2003, à la suite des problèmes causés par les événements du 11 septembre 2001, Bombardier a dû réorganiser ses filiales,,. La division des produits récréatifs a été achetée par un consortium privé et est devenue Bombardier Produits récréatifs. De son côté, Bombardier Capital a vu son mandat restreint au financement des avions régionaux de Bombardier Aéronautique et a dû réduire ses actifs sous gestion de façon importante à la suite de la liquidation progressive ou de la vente de tous ses autres portefeuilles. Ceci a été fait pour générer d'importantes entrées de fonds. En novembre 2004, l'évaluation du risque fait par Moody's sur les actions de BC sont passés de « risque modéré » (Baa3) à « qualité douteuse » (Ba2), presque des « Junk bonds », ce qui a affecté grandement cette filiale mais pas le secteur transport de Bombardier. 
En mai 2005, les stocks de Bombardier Capital ont été vendus à GE Commercial Finance pour un montant au comptant d’environ 825 millions $US. L’activité à ce moment-là se composait de comptes à recevoir dans les industries des produits nautiques, des produits et véhicules récréatifs et des maisons usinées. En novembre, Bombardier a vendu ses opérations dans le domaine des maisons usinées à Green Tree Servicing LLC. En décembre, Bombardier rachète toutes les obligations de BC et commence la liquidation en 2006. Les bureaux de Colchster servent encore en 2009 à la finalisation du processus de liquidation.